# The Biggest Ragga Dancehall Anthems 2005
The Biggest Ragga Dancehall Anthems 2005 – siódmy album z serii kompilacji The Biggest Ragga Dancehall Anthems, wydany 4 października 2005 roku przez londyńską wytwórnię Greensleeves Records. 

## Lista utworów

### CD 1
1. Vybz Kartel - "Realest Thing"
2. Voicemail & Ding Dong - "Wacky Dip"
3. Wayne Marshall - "Marry Wanna"
4. Busy Signal - "Born & Grow"
5. Bounty Killer & Vybz Kartel - "Higher Altitude"
6. Beenie Man - "Chakka Dance"
7. Vybz Kartel - "Hello Motto"
8. Buju Banton - "Party Vibes"
9. Bogle & Tenuk - "Out & Bad"
10. Beenie Man & Admiral Bailey - "Della Move Remix"
11. Vybz Kartel - "Emergency"
12. Ice Man - "Put It On Me"
13. Bounty Killer - "Poor People"
14. Dr. Evil - "No STD"
15. Sizzla - "Spring Break"
16. Macka Diamond & Mad Cobra - "Mi Nuh Dun"
17. Vybz Kartel - "I Neva"
18. Beenie Man - "Man Nah Leave You"
19. Mr. G - "Stepfather"
20. Macka Diamond - "Stepmother"

### CD 2
1. Beenie Man - "Frame I & I"
2. Vybz Kartel & Wayne Marshall - "Justice"
3. Tony Matterhorn - "U Can Dance"
4. Capleton - "Tek Weh U A-K"
5. Vybz Kartel - "Call The Ambulance"
6. Sizzla - "Pretty Girls"
7. Red Rat - "Curfew"
8. Bounty Killer - "Mad Love"
9. Anthony B - "World A Reggae Music"
10. Wayne Marshall - "In My Brain"
11. Macka Diamond - "Washing Money Machine"
12. Buju Banton - "Siren"
13. Vybz Kartel - "School Bus"
14. Mad Cobra - "Last Year Clothes"
15. Macka Diamond - "Move Up Time"
16. Alozade - "Whine Ufi Whine"
17. Kid Kurrupt - "Title"
18. Vybz Kartel - "No Apology"
19. Wayne Marshall - "Champagne Pop"
20. Ward 21 - "Who Dem A Talk"